# Ključ (mesto)
Ključ je mesto in središče istoimenske občine na severozahodu Bosne in Hercegovine.

## Zemljepis
Ključ leži v kotlini sredi hribovite pokrajine. Skozenj poteka magistralna cesta M-5 med Bihaćem in Bosanskim Petrovcem ter Mrkonjić Gradom in Jajcem, severno od njega pa je Sanski Most. Skozi Ključ teče reka Sana, na območju občine pa izvirajo tudi druge reke, kot sta Sanica in Ribnik.

## Zgodovina
Mesto se v pisnih virih prvič omenja leta 1322. Leta 1463 je bil Ključ zadnja bosanska utrdba, ki se je predala Osmanskemu cesarstvu; trdnjava nad današnjim mestom je bila zadnje zatočišče zadnjega bosanskega kralja Štefana Tomaševića. Kraljeva vdaja in padec Ključa sta pomenila padec srednjeveške bosanske države.
Grad Ključ, katerega strateška lega je mestu dala ime (»ključ Bosne«), je bil v uporabi do 19. stoletja, danes pa ima status državnega spomenika.
Med vojno v Bosni in Hercegovini je bilo mesto pod srbskim nadzorom do 17. septembra 1995, ko ga je zavzela armada Republike BiH v operaciji »Sana 95«. Daytonski sporazum je predvojno občino razdelil na današnjo občino Ključ, ki pripada Federaciji, in občino Ribnik v Republiki Srbski.

## Prebivalstvo
Po podatkih popisa prebivalstva leta 1991 je v Ključu živelo 7869 prebivalcev. Ob popisu leta 2013 je mesto imelo 4898 prebivalcev, med katerimi so prevladovali Bošnjaki.
| . Ključ, popis 1991; skupaj 7869 Muslimani 3036 (38,6 %) Srbi 4107 (52,2 %) Hrvati 181 (2,7 %) Jugoslovani 419 (5,3 %) drugi in neznano 126 (1,6 %) | . Ključ, popis 2013; skupaj: 4898 Bošnjaki 4641 (94,8 %) Srbi 86 (1,8 %) Hrvati 20 (0,4 %) drugi in neznano 151 (3,1 %) |

## Občina
Občina Ključ poleg samega naselja Ključ zajema še 40 naselij: Biljani Donji, Biljani Gornji, Budelj Gornji, Crljeni, Donje Ratkovo, Donje Sokolovo, Donji Ramići, Donji Vojići, Dubočani, Gornje Ratkovo, Gornje Sokolovo, Gornji Ramići, Gornji Vojići, Hadžići, Hasići, Hripavci, Humići, Jarice, Kamičak, Kopjenica, Korjenovo, Krasulje, Lanište, Ljubine, Međeđe Brdo, Mijačica, Peći, Pištanica, Plamenice, Prhovo, Prisjeka Donja, Prisjeka Gornja, Rudenice, Sanica, Sanica Donja, Sanica Gornja, Velagići, Velečevo, Zavolje, Zgon.
Občina ima po popisu 2013 skupno 16.744 prebivalcev, pretežno bošnjaške narodnosti (96,3 %).